# James Gray (Zoologe)
Sir James Charles Gray (* 14. Oktober 1891 in London; † 14. Dezember 1975 in Cambridge) war ein britischer Zoologe, der in den Bereichen Zellbiologie und Fortbewegung tätig war. Nach ihm ist das Graysche Paradoxon benannt.
James Gray, geboren 1891 in London, absolvierte 1913 das King’s College der Universität Cambridge. Der 1914 ausbrechende Erste Weltkrieg hinderte ihn, sofort eine akademische Laufbahn einzuschlagen. Erst nach seinem Kriegseinsatz kehrte Gray im Jahr 1919 nach Cambridge zurück.
Gray wurde 1931, nachdem er sein Textbook of Experimental Cytology veröffentlicht hatte, Mitglied der Royal Society. 1948 wurde ihm die Royal Medal für Naturwissenschaften der Royal Society verliehen. Von 1937 bis 1954 war er Professor für Zoologie an der Universität Cambridge. 1951 wurde James Gray eingeladen, die traditionsreiche Royal Institution Christmas Lecture zu halten. Er wählte dafür das Thema „How Animals Move“.
1954 wurde James Gray von Königin Elisabeth II. zum Ritter geschlagen.

## Werke
- A Textbook of Experimental Cytology (1931)